# Народно читалище „Минчо Иванов – 1912“
Народно читалище „Минчо Иванов – 1912“ е читалище в село Макариополско, община Търговище. Разположено е на адрес: ул. „Девети септември“ № 31. Председател на читалищното настоятелство към 2021 г. е Цонка Маринова Ботева. Основано е през 1912 г. То разполага с голяма зала и балкон за 300 човека, малка зала с около 80 места. На вторият етаж е оборудван компютърен кабинет с 4 компютъра и интернет връзка. Библиотеката разполага с над 8500 броя книги. Към читалището има фолклорна група.